# Phytosauria
Los fitosaurios (Phytosauria, gr. “lagartos de las plantas”) o parasuquios (Parasuchia)  son un clado de saurópsidos (reptiles) diápsidos arcosauromorfos que vivieron a finales del período Triásico. 
El nombre de "reptiles de las plantas" es muy engañoso, y sus mandíbulas demuestran claramente que los fitosaurianos eran depredadores. La persona que primero los describió equivocadamente pensó que los especímenes con que él trabajaba eran herbívoros. 
Estos animales se distribuyeron extensamente y sus fósiles se han hallado en Europa, Norteamérica, la India, Marruecos, Tailandia, y Madagascar.
Aunque los fitosaurianos, por convergencia son similares a los cocodrilos, estos no son crocodílidos verdaderos; sin embargo están relacionados con ellos, ya que los fitosaurianos y los protococodrilos comparten un antepasado común entre los primeros Crurotarsi.

## Características
Es un grupo de grandes arcosaurios semiacuaticos predadores que median entre 2 y 12 metros de largo con un tamaño promedio de 3 a 4 metros. Tenían el hocico largo y estaban pesadamente acorazados, con una semejanza notable con los cocodrilos modernos en tamaño, aspecto, y forma de vida, un ejemplo de convergencia o evolución paralela.
A pesar de sus grandes semejanzas en aspecto y forma de vida, hay varias diferencias de importancia que distinguen a los fitosaurianos de cocodrilos verdaderos. Entre ellas, el tarso de los fitosaurianos es mucho más primitivo que el de cualquier cocodrilo. También, los fitosaurianos carecen del paladar secundario óseo que tienen los cocodrilos y que les permite respirar incluso cuando la boca está llena de agua. Es posible sin embargo que los fitosaurianos hayan tenido un paladar blando, como tantos cocodrilos mesozoicos parecen haber tenido. Finalmente, y lo más perceptiblemente visible, los fitosaurianos tenían los orificios naseales colocadas cerca o sobre al nivel de los ojos, en contraste con cocodrilos que los tienen cerca del extremo del hocico. Esta adaptación pudo haber aparecido para permitirles respirar mientras que el resto del cuerpo estaba sumergido. Los fitosaurianos estaban incluso mejor acorazados que los cocodrilos, protegidos por osteodermos óseos fuertes (encontrado a menudo como fósiles), y el vientre reforzado con un denso arreglo de gastralias (costillas abdominales). 

### Tres morfotipos

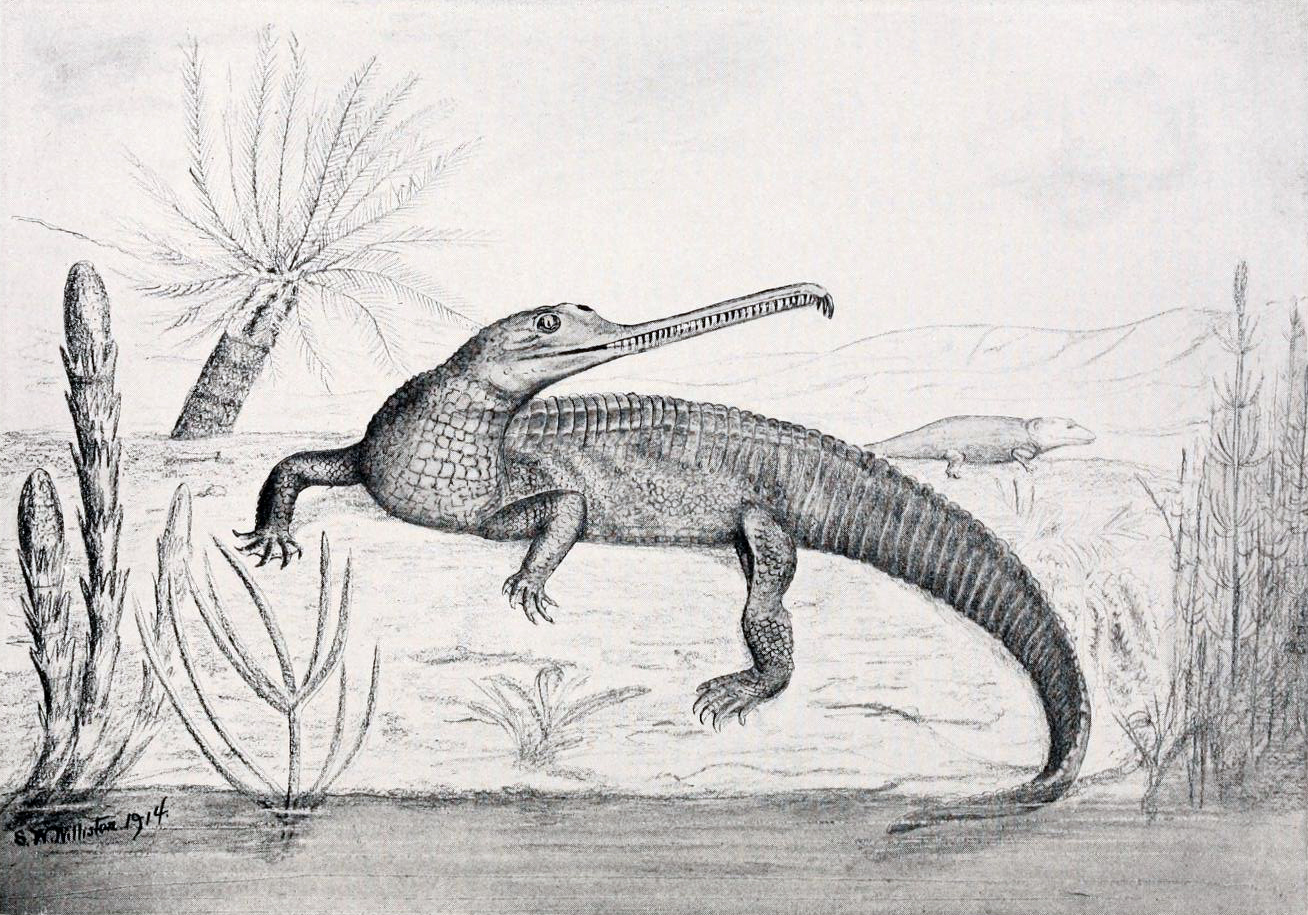
ilustración de un fitosaurio, 1914.

Los cráneos de los fitosaurianos se dividen en tres clases de morfotipos, cuáles se relacionan con la alimentación y hábitos y no como se pensó alguna vez por las relaciones evolutivas. Estos patrones del cráneo se ligan a las características de la dentición; específicamente la diferenciación o la semejanza de los dientes a lo largo de las mandíbulas. 
- Dolicorrostral ("hocicos largos"): este tipo se caracteriza por un hocico largo, delgado y con una gran cantidad de dientes cónicos que son iguales en todas partes. Eran probablemente piscívoros, capaces de capturar una presa escurridiza y rápida, pero no podían atacar a un animal de tierra con facilidad. Algunos ejemplos son Paleorhinus , Rutiodon carolinensis , y Mystriosuchus. En su tiempo se creyó que Paleorhinus y Mystriosuchus habían pertenecido a un grupo distinto al de los fitosaurianos (subfamilia Mystriosuchinae de la familia Mystriosuchidae Huene, 1915) caracterizados por esta adaptación, pero hoy se sabe que Mystriosuchus está realmente más estrechamente vinculado a Pseudopalatus, una forma altirostral.[1]

- Braquirrostral ("hocicos cortos"): este tipo se caracteriza por un hocico ancho y amplio, un cráneo muy fuerte, y las mandíbulas con los dientes delanteros como colmillos para sostener la presa, y los dientes posteriores como cuchillos para cortar la carne en pedazos que se puedan tragar fácilmente; eran animales con diversos tipos de dientes  llamados (heterodoncia) como los mamíferos. Eran de gran tamaño especializados en cazar una presa fuerte por medio de una lucha, como animales terrestres que vienen al agua a beber. Ejemplos de este tipo son Nicrosaurus y Smilosuchus

- Altirrostral ("hocico alto"): estos animales son intermedios entre los dos tipos anteriores. Tenían dentición heterodonta pero no tan  desarrollada como el tipo braquirrostral. Angistorhinus y Pseudopalatus son los ejemplos típicos. Eran más generalistas en cuanto su alimentación.

Los cocodrilos modernos exhiben una diversidad morfológica similar; por ejemplo, el caimán es de hocico ancho (altirrostral) mientras que el gavial es dolicorrostral.

## Historia

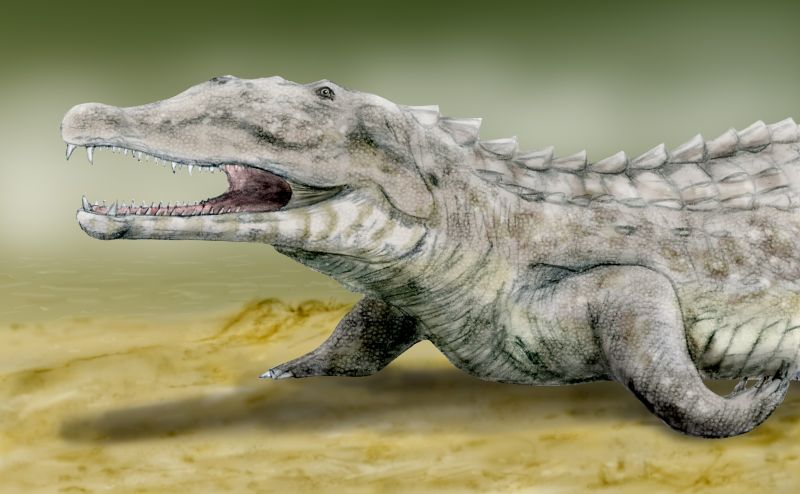
Smilosuchus gregorii.

Cuando se hallaron los primeros fósiles del fitosaurianos, no fue obvio  inmediatamente a que tipo de animal pertenecían. La primera especie del fitosauriano conocida por la ciencia fue nombrada Phytosaurus cylindricodon ("lagarto planta con dientes cilíndricos") por G. Jaeger en 1828 porque él creyó equivocadamente que los rellenos fosilizados de fango en la mandíbula eran dientes de un herbívoro. El espécimen era demasiado pobre para hacerle ese diagnóstico, y el nombre de la especie no era válido. El nombre del grupo, Phytosauria,  fue acuñado por el paleontólogo alemán Hermann von Meyer en 1861, en base de esta primera especie. 
La especie siguiente que se describió fue Belodon plieningeri por von Meyer y Plieninger 1844. El nombre Parasuchia que parecía más apropiado fue acuñado por Thomas Huxley en 1875 junto con el descubrimiento y nombramiento de la especie india Parasuchus hislopi (Chatterjee, 1978), en base de un hocico parcial. El espécimen también generalmente se considera no diagnóstico, y el nombre Parasuchus substituido por Paleorhinus. Aunque los nombres Parasuchidae y Phytosauridae todavía son utilizados por varios especialistas, "Phytosauria" es el nombre genérico estándar para estos animales, a pesar de que estos animales se han demostrado claramente como  carnívoros.

## Evolución y relaciones
Los primeros fitosaurianos aparecen durante el Carniense, desarrollándose de un antepasado crurotarsiano sin especificar. No hay claras formas intermedias, los primeros fitosaurianos encontrados eran formas bien desarrolladas y sumamente especializadas. Los fitosaurianos más tempranos pertenecen al género primitivo y comparativamente no especializado pero muy extensamente distribuido Paleorhinus. Una forma algo más avanzada y más grande, Angistorhinus aparece al mismo tiempo o pronto después. Más adelante en el Carniano, ambos estos animales fueron substituidos por más formas especializadas como Rutiodon , Leptosuchus , y el enorme Smilosuchus. La extinción entre el Craniano y el Noriano significó el fin para estos animales, y el Noriense temprano se caracteriza por nuevos géneros como Nicrosaurus y Pseudopalatus , que pertenece al clado más derivado de los fitosaurianos, Pseudopalatinae. Más adelante en el Soriano medio el avanzado y especializado  picivóro Mystriosuchus aparece. Los fósiles de este animal abarcan una amplia distribución, siendo encontrado Alemania, norte de Italia, y  Tailandia. Finalmente el enorme  Redondasaurus en el sudoeste Norteamérica y el Angistorhinopsis ruetimeyeri en Europa continua el grupo en Rhaetiense. Huellas de fitosauriano (el ichnotaxon Apatopus) también se conoce del último Raetiano de la costa este de los EE. UU. (Supergrupo Newark). Esto indica que los fitosaurianos continuaron como animales comunes hasta el final del triásico, cuando, junto con otros arcosaurios crtutotarsianos grandes, fueron extinguidos por el  acontecimiento de extinción del final del triásico. Esto es unos cincuenta millones de años antes de que apareciera cualquier reptil  similar (los cocodrilos verdaderos del temprano y mediados de jurásico era pequeños y completamente terrestres o totalmente marinos).

## Clasificación

### Géneros
| Género           | Estatus              | Edad                                 | Lugar                                                                                       | Unidad | Notas                                                                                   | Imágenes |
| ---------------- | -------------------- | ------------------------------------ | ------------------------------------------------------------------------------------------- | --- | --------------------------------------------------------------------------------------- | -------- |
| Angistorhinopsis | Sinónimo más moderno |                                      |                                                                                             | | Sinónimo más moderno de Nicrosaurus                                                     |          |
| Angistorhinus    | Válido               | Carniense Superior                   | Bandera de Marruecos · Bandera de Estados Unidos                                            | Grupo Dockum Formación Popo Agie                                                                                  |                                                                                         |          |
| Arganarhinus     | Válido               | Carniense Medio                      | Bandera de Marruecos                                                                        | Formación Argana                                                                                                  |                                                                                         |          |
| Arribasuchus     | Sinónimo más moderno |                                      |                                                                                             | | Sinónimo más moderno de Pseudopalatus                                                   |          |
| Belodon          | Nomen dubium         | Noriano Medio                        | Bandera de Alemania · Bandera de Estados Unidos                                             | Stubensandstein Formación Chinle                                                                                  | Muchos restos han sido atribuidos a otros animales o se les ha dado sus propios géneros |          |
| Brachysuchus     | Válido               | Carniano                             | Bandera de Estados Unidos                                                                   | "Horizonte Pre-Tecovas" (Grupo Dockum)                                                                            |                                                                                         |          |
| Centemodon       | Nomen dubium         | Noriano                              | Bandera de Estados Unidos                                                                   | Formación Cumnock                                                                                                 | Nombrado de varios dientes en 1856                                                      |          |
| Coburgosuchus    | Sinónimo más moderno |                                      |                                                                                             | | Sinónimo más moderno de Nicrosaurus                                                     |          |
| Ebrachosuchus    | sinónimo más moderno |                                      |                                                                                             | | Sinónimo más moderno de Paleorhinus                                                     |          |
| Francosuchus     | Sinónimo más moderno |                                      |                                                                                             | | Sinónimo más moderno de Paleorhinus                                                     |          |
| Leptosuchus      | Válido               | Carniano                             | Bandera de Estados Unidos                                                                   | Formación Tecovas y formación desconocida (Grupo Dockum)                                                          |                                                                                         |          |
| Machaeroprosopus | ? Válido             | Carniano                             | Bandera de Estados Unidos                                                                   | Chinle Formation                                                                                                  | El holotipo y los paratipos se han perdido.                                             |          |
| Mesorhinus       | Sinónimo más moderno |                                      |                                                                                             | | Sinónimo más moderno de Paleorhinus                                                     |          |
| Mesorhinosuchus  | Sinónimo más moderno |                                      |                                                                                             | | Sinónimo más moderno de Paleorhinus                                                     |          |
| Mystriosuchus    | Válido               | Noriano Medio                        | Bandera de Alemania                                                                         | Stubensandstein                                                                                                   |                                                                                         |          |
| Nicrosaurus      | Válido               | Noriano Superior - Rhaetiano         | Bandera de Francia · Bandera de Alemania                                                    | Formación Arnstadt Keuper Superior                                                                                |                                                                                         |          |
| Paleorhinus      | Válido               | Carniano Superior                    | Bandera de Alemania · Bandera de Polonia · Bandera de Marruecos · Bandera de Estados Unidos | Formación Blasensandstein Keuper Superior Formación Argana Formación Chinle Formación Popo Agie Formación Tecovas |                                                                                         |          |
| Parasuchus       | Válido               | Carniano Superior - Noriano Temprano | Bandera de la India                                                                         | Formación Maleri Inferior Formación Tiki                                                                          | Posible sinónimo superior de Paleorhinus.                                               |          |
| Pravusuchus      | Válido               | Noriano                              | Bandera de Estados Unidos                                                                   | Formación Chinle                                                                                                  |                                                                                         |          |
| Promystriosuchus | Sinónimo más moderno |                                      |                                                                                             | | Sinónimo más moderno de Paleorhinus                                                     |          |
| Protome          | Válido               | Noriano                              | Bandera de Estados Unidos                                                                   | Formación Chinle                                                                                                  |                                                                                         |          |
| Pseudopalatus    | Válido               | Noriano                              | Bandera de Estados Unidos                                                                   | Chinle Formation                                                                                                  |                                                                                         |          |
| Redondasaurus    | Válido               | Noriano - Rhaetiano                  | Bandera de Estados Unidos                                                                   | Formación Redonda Formación Travesser                                                                             |                                                                                         |          |
| Rutiodon         | Válido               | Carniano                             | Bandera de Estados Unidos                                                                   | Supergrupo Newark                                                                                                 |                                                                                         |          |
| Smilosuchus      | Válido               | Carniano                             | Bandera de Estados Unidos                                                                   | Formación Chinle                                                                                                  |                                                                                         |          |
| Wannia           | Válido               | Carniano                             | Bandera de Estados Unidos                                                                   | Formación Camp Springs                                                                                            |                                                                                         |          |

### Filogenia
Cladograma resumido de Nesbitt (2011):
|             | Phytosauria |
|             | |
| Archosauria | \| \| Avemetatarsalia (arcosaurios avianos) \| \| \| \| \| \| Pseudosuchia (arcosaurios cocodrilianos) \| \| \| \| |
|             | \| \| Avemetatarsalia (arcosaurios avianos) \| \| \| \| \| \| Pseudosuchia (arcosaurios cocodrilianos) \| \| \| \| |
|             | Avemetatarsalia (arcosaurios avianos)                                                                              |
|             | |
|             | Pseudosuchia (arcosaurios cocodrilianos)                                                                           |
|             | |

|  | Avemetatarsalia (arcosaurios avianos)    |
|  |                                          |
|  | Pseudosuchia (arcosaurios cocodrilianos) |
|  |                                          |